# Пушкаренко, Арсений Михайлович
Арсений Михайлович Пушкаренко (укр. Арсеній Михайлович Пушкаренко; род. 10 октября 1992 года, Киев) — украинский политический и общественный деятель. Народный депутат Украины IX созыва от партии «Слуга народа». Беспартийный

## Образование
В 2009 году окончил СШ № 15 города Киева.
В 2013 году окончил философский факультет Киевского национального университета имени Тараса Шевченко по специальности «Философия», бакалавриат.
В 2015 году окончил философский факультет Киевского национального университета имени Тараса Шевченко по специальности «Государственная служба», магистратура.

## Трудовая деятельность
С января по сентябрь 2016 года — советник председателя Конфедерации свободных профсоюзов Украины.
С ноября 2016 по сентябрь 2017 года — исполнительный директор Международного Центра Балтийско-Черноморских исследований и консенсусных практик.
С октября 2018 года по август 2019 года— помощник-консультант Аппарата Верховной Рады Украины.
С августа 2019 года — народный депутат Украины, член Комитета Верховного Совета Украины по вопросам бюджета.

## Общественная деятельность
В 2006—2008 гг. возглавлял Молодежный центр при Киевской городской организации Всеукраинского общества «Мемориал» имени Василия Стуса. Участвовал в собрании и подготовке материалов для книги «Киевляне — свидетели Голодомора», которую издал Роман Круцик. Вместе с диссидентом Василием Овсиенко организовали и провели более 60 лекций о Василии Стусе и диссидентское движение в школах Киева.
В 2008—2010 годах был соучредителем и руководителем Молодежной общественной организации «Патриот». В рамках деятельности молодежной организации был начат проект «Путем украинских патриотов», целью которого было проведение мероприятий, посвященных выдающимся украинским деятелям второй половины XX века. По результатам проекта была издана книга «У истоков Независимости» к 20-летию Независимости Украины о 20 выдающихся украинцах. В книгу вошли: Владимир Ивасюк, Василий Макух, Вячеслав Чорновил, Алла Горская, Петр Григоренко, Василий Стус, Василий Шумук, Алексей Гирнык, Иван Миколайчук и другие. Над книгой работали: Иван Драч, Лесь Танюк, Петр Осадчук, Олег Чорногуз, Мария Миколайчук, Левко Лукьяненко, Атена Пашко, всего около 50 человек. А.Пушкаренко, как руководитель проекта, представил книгу в 20 городах Украины, а также — в центральном офисе Радио Свободы в Праге. В 2009—2010 годах — заместитель председателя Украинской Народной Рады, которая была создана после празднования 20-летия «Народного Руха Украины» в сентябре 2009 года представителями интеллигенции и студенчества. На базе УНР затем был создан Комитет защиты Украины — первая организация, которая выступила против режима Януковича весной 2010 года. В УНР входили: Дмитрий Павлычко — председатель, Игорь Юхновский, Борис Олейник, Павел Мовчан, Юрий Шухевич, Иван Заец, Михаил Ратушный.
В 2010—2013 гг. — председатель Молодежного Движения Киева. Активно занимался проблемами Киева и киевлян: защитой исторического центра города (архитектурных памятников: усадьбы Сикорского, усадьбы Мурашко, Дома со змеями, Дома Барона), вопросами качества воды в Киеве, борьбой за детенизацию и реформирование бюджета Киевского метрополитена, личной критикой мэра Киева Александра Попова за его невыполненные обещания, защитой НПП «Голосеевский» и многим другим.
Совместно с Львовским городским советом проводил «Дни Львова» в университетах (КНУ им. Т. Шевченко, КПИ), после которых получил предложение от мэра Львова Андрея Садового возглавить представительство общественной организации «Самопомощь» в Киеве. С апреля 2013 года по апрель 2014 координировал и организовывал работу «Самопомощи» в Киеве. За время деятельности был реализован ряд социальных проектов в интересах общества, а именно: «Дни спорта» в Подольском, Печерском, Святошинском районах с участием Олимпийских чемпионов Стеллы Захаровой, Ирины Мерлени, Людмилы Бобрусь-Порадник; была организована бесплатная юридическая помощь, которую получили несколько тысяч киевлян; запущен проект «Свет в доме» — помощь волонтерами одиноким пожилым людям.
Весной 2014 стал, как председатель, соучредителем общественной инициативы киевлян «Сохраним Голосеево», в рамках которой летом 2014 участники выступили с инициативой присвоить имя генерала Сергея Кульчицкого одной из улиц в Голосеевском районе города Киева. Это фактически было начало борьбы против застройки на улице Полковника Потехина.
В течение 2011—2014 годов вместе с писателем Петром Осадчуком проводили акции «Подари украинскую книгу», в рамках которой библиотекам города Киева и Киевской области было подарено более 2000 тысяч книг украинских писателей.
10 апреля 2015, в пятую годовщину катастрофы под Смоленском, издал и презентовал сборник речей Леха Качиньского «Он предусматривал, он боролся, он знал — Президент Качиньский».
Осенью 2014 инициировал повторную компанию «Донецкому национальному — имя Василия Стуса». Под открытым письмом-обращением к ректору Донецкого национального университета Роману Гринюку, профессорско-преподавательскому и студенческому составам подписались выдающиеся личности, кто знал Василия Стуса или исследовал его творчество. За переименование выступили: Дмитрий Стус, Иван Драч, Лесь Танюк, Николай Жулинский, Павел Мовчан и другие. Вместе с Левком Лукьяненко и Василием Овсиенко организовал пресс-брифинг на эту тему. 10 июня 2016 коллектив ДонНУ проголосовал за присвоение университету имени Василия Стуса.
Член Наблюдательного совета БФ «Национальный центр Сикорского».
В августе 2017 вместе с единомышленниками, как председатель, выступил соучредителем и возглавил Центр защиты прав громады Голосеева.
В феврале 2018 года по приглашению Конгресса США посетил шестьдесят шестой традиционный Молитвенный завтрак с участием Президента Дональда Трампа в Вашингтоне.
Был помощником-консультантом на общественных началах в VI созыве Павла Мовчана, в VII созыве — Андрея Павловского., помічник консультант народного депутата VIII созыва Натальи Веселовой которая на досрочных парламентских выборах в 2019 году набрала 4 голоса это самый худший результат

## Донбасс
Совместно с народным депутатом Андреем Павловским и председателем Союза офицеров Украины Евгением Лупаковым подготовили и обнародовали списки пособников сепаратизма в освобожденных городах (Славянск, Краматорск, Константиновка). Неоднократно посещал зону АТО в рамках кампании люстрации в освобожденных городах. Удалось добиться освобождения ряда чиновников-сепаратистов в Славянске и Краматорске.
В декабре 2014 года за свой счет отремонтировал бесплатно предоставленный фермером Александром Трухиным военный УАЗ и передал его Контрразведке Службы безопасности Украины для потребностей в зоне АТО.

## Награды
- Знак отличия Службы безопасности Украины за «утверждение и укрепление государственной безопасности Украины»
- Крест «За заслуги» II класса (2022, Министерство иностранных дел Эстонии)[19]